# フロリダ公園
フロリダ公園（フロリダこうえん、スペイン語: Parque de la Florida、バスク語: Florida parkea）は、スペイン・バスク州アラバ県ビトリア＝ガステイスの中心市街地にある公園。面積は3.2454ヘクタール。

## 歴史
1820年にフロリダ公園の建設が開始された。当初は音楽施設の売店の庭のような小さな公園であった。1855年には、古くからあったサンタ・クララ修道院の土地を転用する事で、公園は拡張された。1890年には、踊りのための施設も、公園内に建設された。

## 植物
樹齢150年を超える木々もある。ヤナギやポプラやクリやプラタナスの他に、針葉樹類も植えられている。

## 施設
フロリダ公園はビトリア＝ガステイス市庁舎の近くにあり、公園の南側はフロリダ通りにも面している。公園内にはビトリア＝ガステイスの新大聖堂も立地する。園内には、噴水や人工の滝や彫像なども設置されている。また、トンネルもある。なお、園内の橋の欄干にセメント材料で作った丸太の模造品が使われていたり、同じくセメント材料で作った岩の模造品なども設置されており、遊歩道を演出している。
公園の設計は、フランスの影響を受けたと言われている。特にButtes-Chaumont公園は、比較対象として注目に値する。

## 写真集

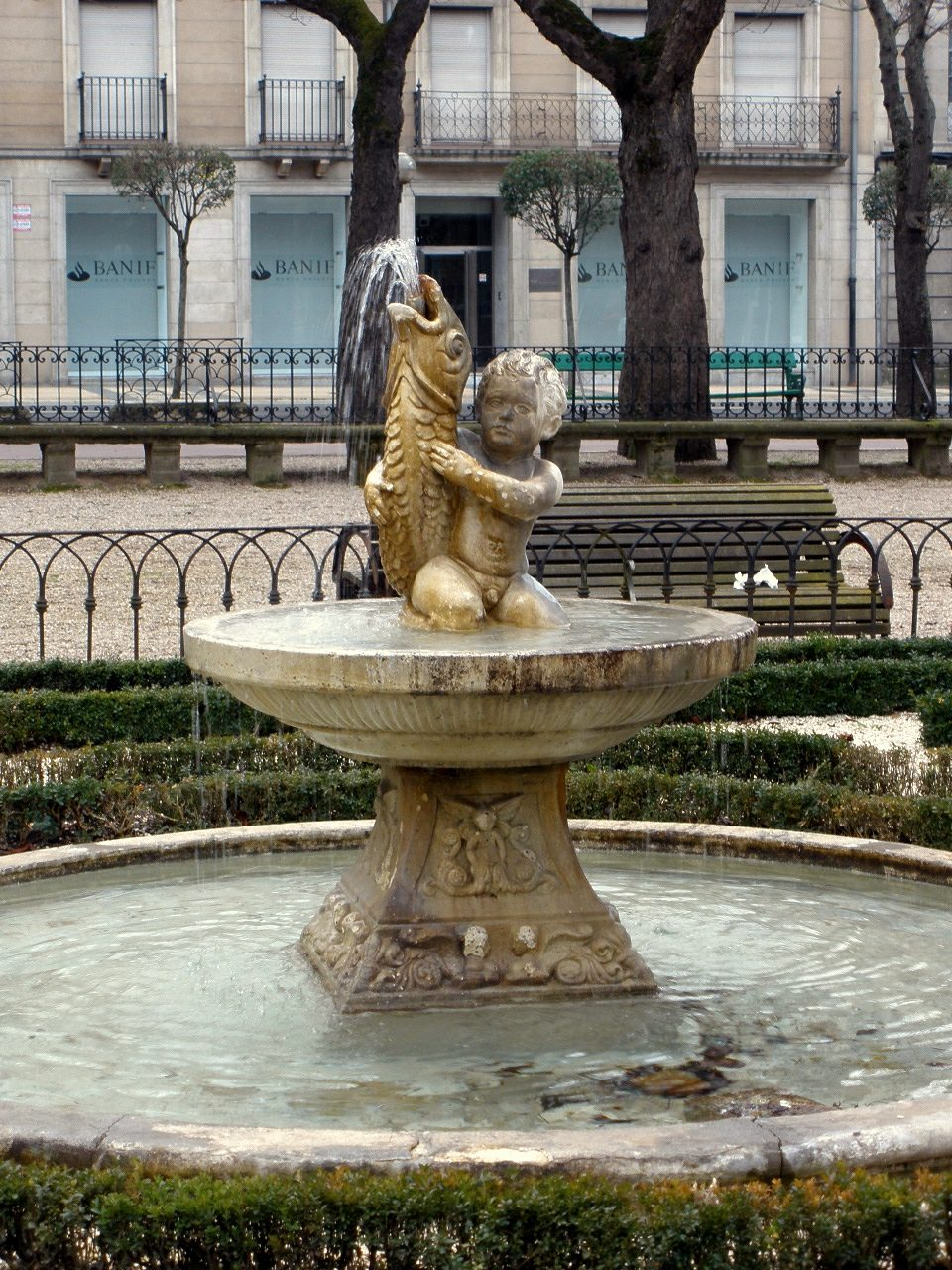
Iturria
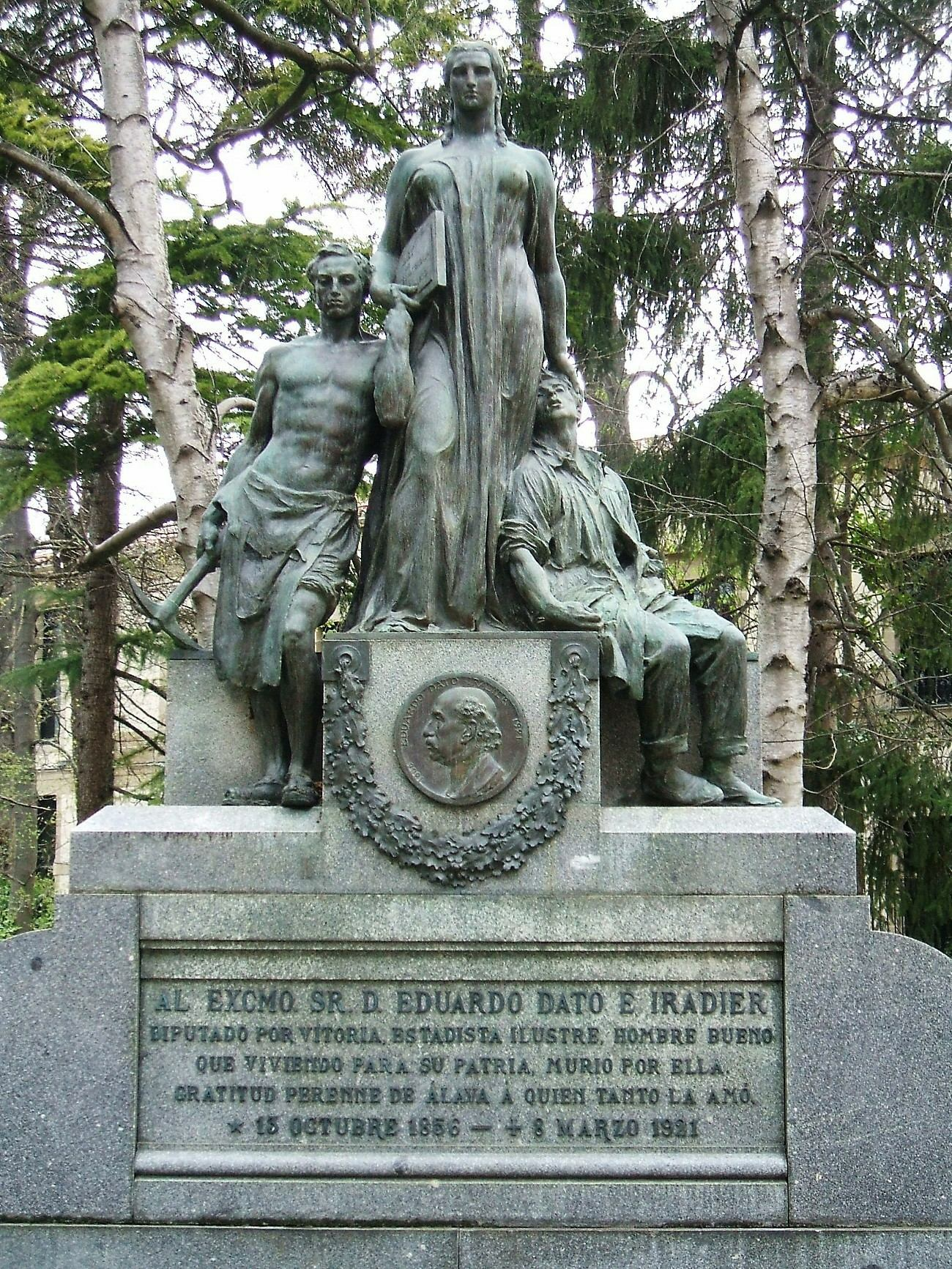
エドゥアルド・ダト（バスク語版）
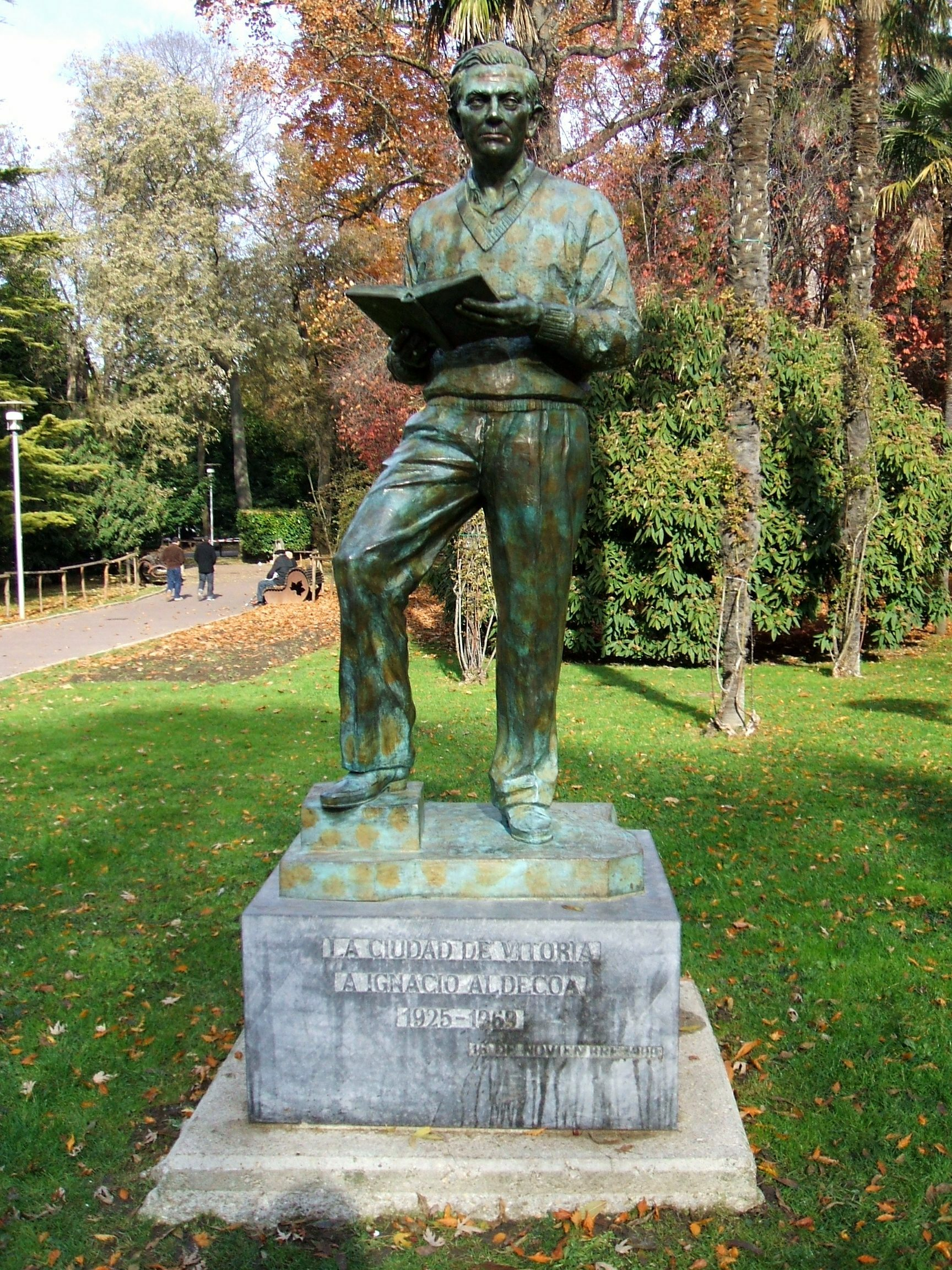
イグナシオ・アルデコア（バスク語版）
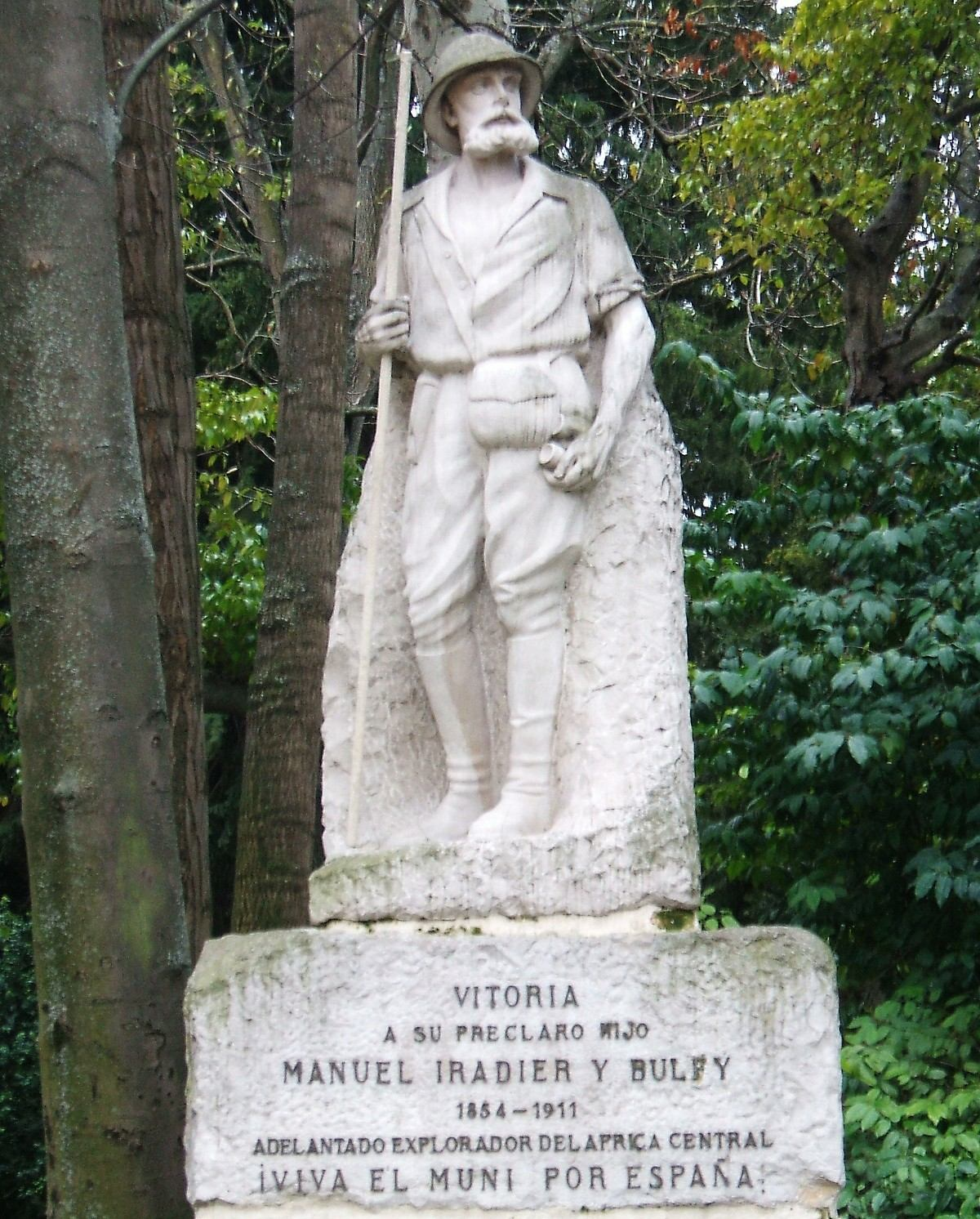
マヌエル・イラディエル（バスク語版）
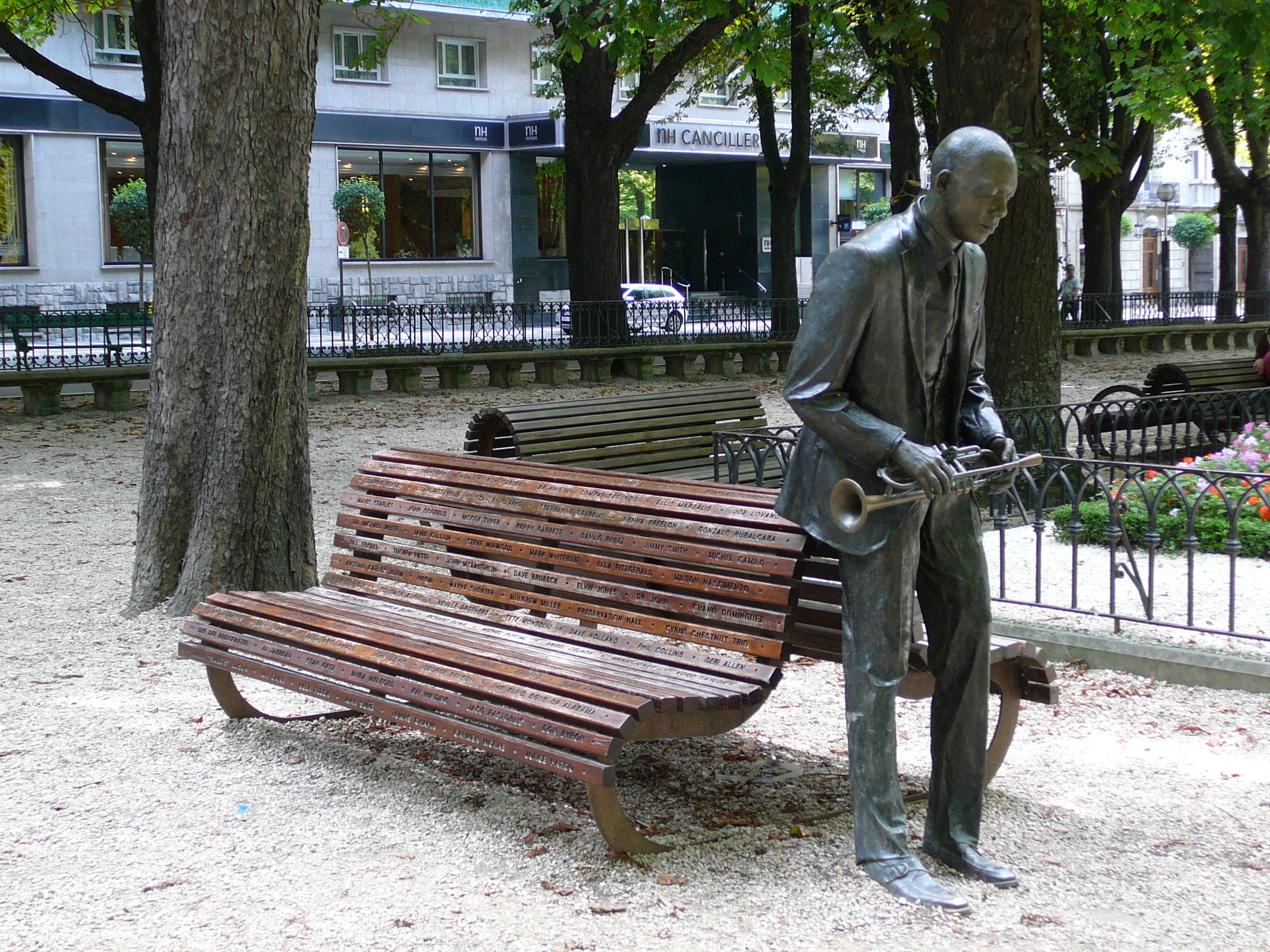
ウィントン・マルサリス
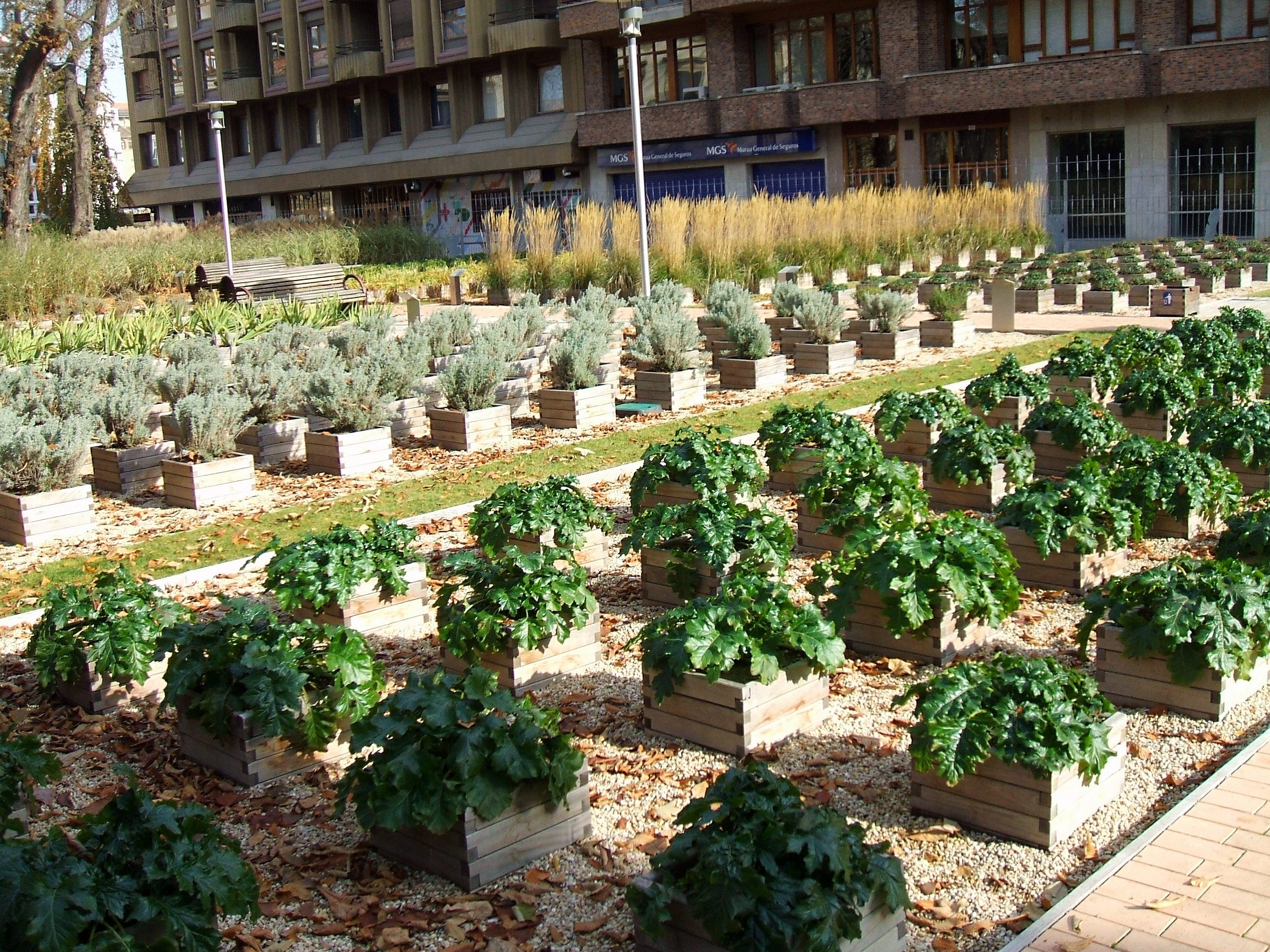
Landareak